# Oreorrhinus
Oreorrhinus är ett släkte av skalbaggar. Oreorrhinus ingår i familjen vivlar.
Kladogram enligt Catalogue of Life:
| Oreorrhinus | \| \| Oreorrhinus aberdarensis \| \| \| \| \| \| Oreorrhinus glabricollis \| \| \| \| \| \| Oreorrhinus loveni \| \| \| \| \| \| Oreorrhinus punctipennis \| \| \| \| |
|             | \| \| Oreorrhinus aberdarensis \| \| \| \| \| \| Oreorrhinus glabricollis \| \| \| \| \| \| Oreorrhinus loveni \| \| \| \| \| \| Oreorrhinus punctipennis \| \| \| \| |
|             | Oreorrhinus aberdarensis |
|             | |
|             | Oreorrhinus glabricollis |
|             | |
|             | Oreorrhinus loveni |
|             | |
|             | Oreorrhinus punctipennis |
|             | |